# Семёнов, Владимир Магомедович
Влади́мир Магоме́дович Семёнов (карач.-балк. Семенланы Махаметни джашы Владимир; род. 8 июня 1940, с. Хурзук, Карачаевская АО, РСФСР, СССР) — советский и российский военачальник, государственный и политический деятель. Главнокомандующий Сухопутными войсками СССР с 31 августа 1991 по август 1992. Главнокомандующий Сухопутными войсками Российской Федерации с августа 1992 по 11 апреля 1997. Глава Карачаево-Черкесской Республики с 14 сентября 1999 по 25 августа 2000. Президент Карачаево-Черкесской Республики с 25 августа 2000 по 4 сентября 2003.
Генерал армии в отставке. Генеральный инспектор Министерства обороны Российской Федерации.

## Биография
Родился 8 июня 1940 в селе Хурзук Карачаевской автономной области (ныне Карачаево-Черкесской Республики). По национальности наполовину русский, наполовину карачаевец: мать — Козлова Клавдия, русская; отец — Семёнов Магомед Хаджимурзаевич (ветеран Великой Отечественной войны), карачаевец.

### Служба в рядах Советской армии
В Вооружённых силах СССР с 1958. Окончил Бакинское высшее общевойсковое командное училище имени Верховного Совета Азербайджанской ССР в 1962, Военную академию имени М. В. Фрунзе в 1970, Военную академию Генерального штаба Вооружённых Сил СССР имени К. Е. Ворошилова в 1979.
Командовал мотострелковым взводом, с 1966 — мотострелковой ротой, с 1970 — батальоном, с 1973 — полком. В 1975—1977 — начальник штаба 30-й гвардейской мотострелковой дивизии имени Верховного Совета РСФСР (Центральная группа войск, г. Зволен).
В 1979 был назначен командиром дивизии. С 1982 — командир армейского корпуса. С 1984 — командующий 29-й общевойсковой армией Забайкальского военного округа. С 1986 год — 1-й заместитель командующего войсками Забайкальского военного округа. В августе 1988 — сентябре 1991 — командующий войсками Забайкальского военного округа. Генерал-лейтенант (29.10.1984). Генерал-полковник (ноябрь 1988).
С 31 августа 1991 — Главнокомандующий Сухопутными войсками СССР — заместитель Министра обороны СССР. Сменил на этом посту арестованного по делу ГКЧП Валентина Ивановича Варенникова.
С 1989 по 1991 — Народный депутат СССР.
С июля 1990 по август 1991 — член ЦК КПСС.

### Служба в ВС России
С 20 марта по 6 июля 1992 — командующий Силами общего назначения ОВС Содружества Независимых Государств (такие силы, как и иные запланированные межнациональные вооружённые силы СНГ, так и не были созданы, фактически продолжал командовать частями сухопутных войск на территории РФ).
С 19 августа 1992 г. Главнокомандующий Сухопутными войсками Вооружённых Сил Российской Федерации — заместитель Министра обороны РФ.
1 апреля 1992 г. был назначен также уполномоченным представителем РФ по вопросам пребывания российских войск на территории Республики Молдова.
Указом  Президента РФ 13 июня 1996 присвоено звание генерал армии.
В период первой чеченской войны выступал против ввода российских войск в Чечню.
30 ноября 1996 года приказом Министра обороны РФ на основании решения Президента РФ был отстранён от должности. 11 апреля 1997 года указом Президента РФ был освобождён от должности Главнокомандующего Сухопутными войсками. С апреля 1997 года находился в распоряжении Министра обороны РФ. В июне 1998 года  был назначен на должность главного военного советника Минобороны России.
В 2004 году уволен с военной службы.

### Глава и президент Карачаево-Черкесской Республики
Осенью 1998 г. вернулся в Карачаево-Черкесию и стал принимать активное участие в политической жизни республики. В мае 1999 г. (в ноябре 1999 г. согласно справочнику СФ)  после напряжённого политического противостояния стал главой Карачаево-Черкесской Республики, в 2000 г. название должности главы государства в КЧР было заменено на «Президент»; по должности входил в состав Совета Федерации Федерального Собрания РФ, был членом Комитета по вопросам безопасности и обороны. Сложил полномочия члена Совета Федерации РФ после назначения в него в ноябре 2001 г. представителя от исполнительной власти Карачаево-Черкесии в соответствии с новым порядком формирования верхней палаты российского парламента.
В 2003 г. вновь баллотировался кандидатом на должность президента Карачаево-Черкесской Республики на очередных выборах: в первом туре выборов 17 августа 2003 г. занял второе место, набрав 36,92 % голосов избирателей(по другим данным 39,92 %), первое место занял председатель республиканского банка М. Батдыев — 41,67 % голосов; во втором туре выборов 31 августа 2003 г. набрал 46,41 % голосов и уступил победу М. Батдыеву, получившему поддержку 47,97 % проголосовавших (разрыв составил 3387 голосов).

## Награды
Представлен к следующим государственным наградам:
- Медаль «Двадцать лет Победы в Великой Отечественной войне 1941—1945 гг.» (1965);
- Медаль «50 лет Вооружённых Сил СССР» (1967);
- Медаль «За безупречную службу» III степени (1969);
- Медаль «За воинскую доблесть. В ознаменование 100-летия со дня рождения Владимира Ильича Ленина» (1970);
- Медаль «За безупречную службу» II степени (1975);
- Орден «За службу Родине в Вооружённых Силах СССР» III степени (1975);
- Медаль «60 лет Вооружённых Сил СССР» (1978);
- Орден «За службу Родине в Вооружённых Силах СССР» II степени (1984);
- Медаль «70 лет Вооружённых Сил СССР» (1988);
- Орден Боевого Красного Знамени (1988);
- Орден Красного Знамени (1990);
- Орден «За военные заслуги» (1995);
- Медаль «Ветеран Вооружённых Сил СССР»[нет в источнике][источник не указан 123 дня];
- Медаль «За строительство Байкало-Амурской магистрали»[нет в источнике][источник не указан 123 дня];
- Почетная грамота СФ[22];
- Почётная грамота правительства Российской Федерации (2000)[23];
- Медаль ЦК КПРФ «100 лет Великой Октябрьской социалистической революции» (2017)[24].

## Семья
Жена — Мадлена Мамедовна Семёнова (Сенгиреева). Дети: две дочери, сын.